# Oekraïense Volksrepubliek

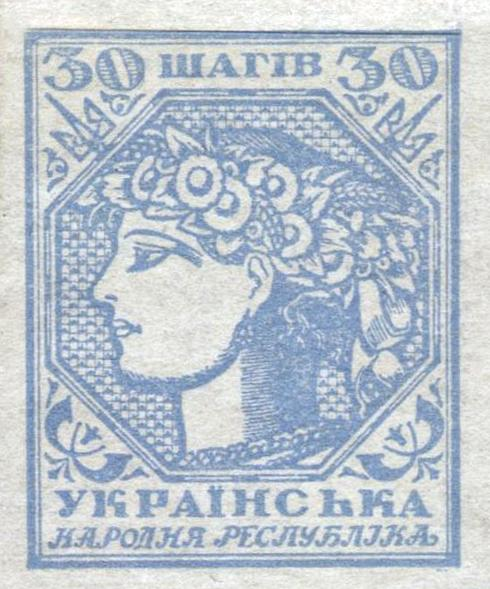
Postzegel (1918) van de Oekraïense Volksrepubliek

De Oekraïense Volksrepubliek (Oekraïens: Українська Народна Республіка (УНР), Oekrajinska Narodna Respoeblika (UNR)) werd na de Februarirevolutie gesticht in het merendeel van de Oekraïense gebieden, die tot dan tot het Russische rijk behoorden. De oprichting van de Oekraïense Volksrepubliek werd bij besluit van de Tsentralna Rada op 20 november 1917 uitgeroepen voor 22 januari 1918. Aanvankelijk was er sprake van federatieve betrekkingen met Rusland. De regering werd echter niet erkend door de Russische Voorlopige Regering.
De Oekraïense Volksrepubliek was de eerste Oekraïense staatkundige eenheid naar de vorm van het huidige land. Op 4 januari 1919 volgde de vereniging met de Oekraïense gebieden die zich op 31 oktober 1918 hadden afgescheiden van Oostenrijk-Hongarije.
De burgerlijke Tsentralna Rada, voorgezeten door Mychajlo Hroesjevsky, had in januari 1918 in Kiev de onafhankelijkheid van Oekraïne uitgeroepen en in februari een scheidingsvrede ("Broodvrede") met de centralen gesloten. 
De centralen (vooral Duitsers) ontbonden op 29 april 1918 de Tsentralna Rada en stelden een nieuwe regering aan met Pavlo Skoropadsky als nieuwe president. De Oekraïense Volksrepubliek werd hiermee vervangen door de Oekraïense Staat. Na het vertrek van de centralen eind 1918 werd een nieuwe Rada ingesteld met Symon Petljoera als leider en werd de Oekraïense Volksrepubliek hersteld.
De burgerlijke Oekraïense Volksrepubliek kende vanaf het begin een machtsstrijd met de pro-sovjetregering in Charkov, die zich in december 1917 had gevormd. Het gevolg hiervan was dat door de leiding van de RSFSR op 31 augustus 1918 het  Generaal Commando voor de militaire strijdkrachten van Zuid-Rusland op het Oekraïense grondgebied werd gevormd dat pas in 1921 als onderdeel van de Krimse ASSR weer onderdeel van Oekraïne werd.
Tijdens de Russische Burgeroorlog namen de bolsjewieken Kiev in. Op 14 januari 1919 werd de Oekraïense SSR uitgeroepen, waarin de Volksrepubliek Oekraïne en de West-Oekraïense Volksrepubliek met elkaar werden verenigd. In de Pools-Russische Oorlog was de volksrepubliek met Polen verbonden. Bij de Vrede van Riga in 1921 moest het gebied van de West-Oekraïense Volksrepubliek echter aan Polen gegeven worden.